# Чемпионат Украины по хоккею с шайбой
Чемпионат Украины по хоккею с шайбой (укр. Чемпіонат України з хокею із шайбою) — регулярные ежегодные соревнования по хоккею с шайбой среди украинских клубных команд мастеров, организуемые национальной федерацией.

## История

### 1990-е
Первый чемпионат был проведен с 5 по 13 апреля 1993 года. Этот, а также последующие два розыгрыша (1994 и 1995 годов) проводились в столице страны в весеннем скоротечном однокруговом турнире на льду единственной арены. Первые два чемпионата прошли на льду киевского Дворца спорта, а в 1995 году — в ледовом дворце спорта спортивного комплекса «Авангард». На первом этапе команды разыгрывали 2 путевки в финальную пульку, где к ним присоединялся киевский «Сокол», участвовавший помимо национального чемпионата и в российской Межнациональной хоккейной лиге (МХЛ). Для участия в чемпионате ежегодно удавалось собирать 6-7 команд.
Учитывая результат выступления юниорской (U-18) сборной Украины на первом в её истории международном турнире — чемпионате Европы среди юниорских команд (группа C), на заседании исполкома Федерации хоккея Украины было принято решение с целью повышения мастерства хоккеистов заявить команду юниоров 1975 года рождения в национальный чемпионат сезона 1993 года.
Первый матч первого национального чемпионата состоялся 5 апреля 1993 года. В игре встретились хоккеисты сборной Украины U-18 и хоккейной команды Киевского политехнического института. Встреча закончилась со счётом 7:5 в пользу юниорской сборной Украины. Автором первой заброшенной шайбы на 7-й минуте встречи стал Александр Корецкий, игрок СК КПИ.
Первым чемпионом в 1993 году стал единственный на то время профессиональный хоккейный клуб Украины, бронзовый призёр чемпионата СССР 1985 года киевский «Сокол». Однако, уже в следующем году в очном противостоянии «соколы» уступили пальму первенства столичной команде школы высшего спортивного мастерства ШВСМ «Сокол», проиграв решающий матч. Уже в следующем розыгрыше ХК «Сокол» вернул себе звание чемпиона Украины. Весной 1996 года турнир не удалось провести из-за недостатка финансирования. Ещё одной причиной стала полная разморозка льда киевского ледового дворца спорта спортивного комплекса «Авангард». Проведение турнира было перенесено на август того же года. Однако, проблемы с финансированием решить не удалось.
Было принято решение отказаться от определения чемпиона Украины в краткосрочном турнире.
В сезоне 1996/1997 прошёл первый полноценный чемпионат Украины с разъездами, играми по системе «плей-офф» и участием ХК «Сокол» с 1-го этапа. Впрочем, киевский клуб смог принять полноценное участие только в двух турнирах — в текущем и в следующем, в дальнейшем присоединяясь к розыгрышу лишь на стадии плей-офф. В национальном первенстве хоккейная команда «Сокол» была представлена дублерами. Основной же состав сосредоточился на выступлении в Восточно-европейской хоккейной лиге (ВЕХЛ).
Во второй половине 1990-х годов росло количество участников национального чемпионата. Если в сезонах 1996/1997 и 1997/1998 участвовало по 7 команд, то уже в сезоне 1998/1999 в играх регулярного чемпионата приняло участие 8 команд, а присоединившийся к трём лучшим из них киевский ХК «Сокол» принял участие в играх плей-офф. Он и стал победителем этих трёх сезонов, являясь неоспоримым флагманом украинского хоккея того времени. В сезоне 1999/2000 ХК «Сокол» впервые с 1994 года уступил золото национального первенства. Победителем турнира стал другой киевский клуб — СК «Беркут−Киев». Оба коллектива игры регулярного чемпионата провели в ВЕХЛ, и присоединились к лучшим украинским клубам лишь на стадии плей-офф.

### 2000-е
Качественно новый скачок в организации национального чемпионата произошёл со следующего сезона (2000/2001). Планировалось участие достаточно большого количества команд (относительно количества участиников в предыдущих сезонах). Команды были разделены на 4 зоны по географическому принципу: «Запад», «Юг», «Восток» и «Центр». Однако, розыгрыши матчей предварительной стадии состоялись лишь в зонах «Юг» и «Центр». От зоны «Восток» в следующему этапу был допущена команда из Харькова, составленная из воспитанников местной СДЮСШОР, а от зоны «Запад» — ХК «Гладиатор» из Львова. Также в турнире приняли участие представители Херсона, Николаева, Одессы и Киева. Турнир прошёл в 3 этапа. На втором этапе команды-победительницы зональных турниров сформировали общую группу из 5 команд (от Центральной зоны, в которой принимали участие исключительно киевские клубы, вышло 2 команды). Две лучшие из них вместе с присоединившимися (из ВЕХЛ) ХК «Сокол−Киев» и СК «Беркут−Киев» разыграли звание чемпиона Украины по системе «плей-офф». Не всё прошло гладко — по завершении второго этапа разразился скандал, вызванный организаторами чемпионата, и в результате был проведён только один полуфинальный матч и финал, а второй полуфинал и матч за третье место были отменены.
Увеличение количества команд позволило организовать двухлиговый турнир. Лучшие 6 команд сформировали Высшую лигу, остальные — первую, разделённую на две подгруппы. Регламент турнира был составлен таким образом, чтобы лучшая команда первой лиги смогла принять участие в матчах плей-офф за звание чемпиона страны и в следующем турнире занимала место худшей команды, выбывавшей в низшую лигу.
Новшество впервые было реализовано в сезоне 2001/2002. Впервые в турнире приняла участие команда из города Смела, большей частью составленная из воспитанников днепродзержинского хоккея. Также в первой лиге дебютировала харьковская хоккейная клуб-школа «Дружба» (при КДЮСШ ХТЗ) под руководством Ивана Правилова. Команда была составлены из собственных воспитанников школы 1987 г.р. Хоккеисты этой возрастной группы приняли участие в четырёх подряд розыгрышах национального первенства, со второй попытки пробившись в Высшую лигу чемпионата. Турнир в первой лиге выиграла и тем самым получила право на участие в плей-офф с клубами Высшей лиги созданная в текущем сезоне харьковская команда «Барвинок», составленная частично из воспитанников местной СДЮСШОР 1985 г.р., находившихся на контракте ХК «Витязь», также созданном только в 2001 году профессиональном клубе из Харькова. Сам же ХК «Витязь» в текущем сезоне принял участие в чемпионате ВЕХЛ Б, а его молодёжный состав ещё и в чемпионате ВЕХЛ 1985 г.р. Победителем сезона в третий раз подряд стал киевский «Беркут».
В следующем сезоне (2002/2003) география турнира пополнилась командами из Днепропетровска и Сум, а «Барвинок» дошёл до финала, где уступил «Соколу». Впервые в истории украинского хоккея серебро чемпионата уехало из Киева. Согласно регламенту, начиная с этого сезона на протяжении 4 турниров звание чемпиона разыгрывалось к финальной серии между лучшей командой плей-офф и ХК «Сокол», который принимал постоянное участие в розыгрыше ВЕХЛ с 2002 по 2004 год и Открытого чемпионата Беларуси с 2004 по 2006. Вплоть до сезона 2010/2011, в матчах регулярного чемпионата национального первенства ХК «Сокол» был представлен дублирующим составом.
На протяжении шести сезонов удавалось сохранять относительно постоянный состав участников чемпионата — от 12 до 14 команд.
Однако, не чужды участникам оказались и финансовые проблемы. Лишь два сезона просуществовала самобытная команда из Смелы. Ещё меньше — один сезон — просуществовал амбициозный проект первого варианта ХК «Донбасс». За это время команда успела выиграть бронзовые награды национального первенства и принять участие в розыгрыше ВЕХЛ Б, где также заняла 3-е место. В том же сезоне канул в небытие один из лидеров украинского хоккея последних лет 3-кратный чемпион «Беркут». В сезоне 2003/2004 закончили свои выступления в национальном чемпионате львовские «гладиаторы» и ХК «Солнечная Долина» из Одессы. В розыгрыше первой лиги 2004/2005 не смогли принять участие сумские «вороны» и днепропетровский ХК «Метеор». Сезон оказался последним для «Химика» из Северодонецка и харьковского «Барвинка», а также для  многолетнего участника чемпионатов Украины киевского «Политехника». В следующем сезоне — 2005/2006 — окончательно сошли с арены представители Днепропетровска, а также ХК «Киев». Этот чемпионат оказался последним для попытавшегося возродиться ХК «Донецк», принявший участие в двух последних турнирах.
Это привело к тому, что в сезонах 2006/2007 и 2007/2008 принимали участие лишь по 6 команд. В марте 2007 года вместо матчей турнира в первой лиге был впервые организован скоротечный Кубок Украины по хоккею с шайбой, на который смогли приехать лишь 6 коллективов из 9 заявленных. С этого сезона первая лига была упразднена, а все заявлявшиеся коллективы играли в Высшей лиге: в сезоне 2008/2009 приняли участие 13 команд, в следующем — сезоне 2009/2010 — 15.

### 2010-е
В 2011 году состоялась попытка вывести чемпионат Украины на более высокий профессиональный уровень. При поддержке Федерации хоккея Украины была создана Профессиональная хоккейная лига. Этой организации было передано право на проведение чемпионата Украины по хоккею с шайбой. Коллективы начали массово регистрировать коммерческие структуры в государственных органах регистрации. Однако, предъявляемым лигой требованиям соответствовали лишь 8 команд, которые и приняли участие в розыгрыше чемпионата Украины сезона 2011/2012. В двух первых турнирах победу праздновала команда ХК «Донбасс» из Донецка.
В 2013 году в связи с рядом скандалов в прошедшем сезоне лига лишилась титульного спонсора. 1 октября 2013 года стало известно, что проведение очередного чемпионата под эгидой ПХЛ не будет. Лига не смогла организовать шесть клубов для проведения турнира, как того требуют правила Международной федерация хоккея с шайбой. ПХЛ приостановила свою деятельность. Обязанности организатора XXI чемпионата Украины по хоккею с шайбой в экстренном порядке взяла на себя национальная федерация.
Начавшийся в конце 2013 года в стране политический и последующий за ним финансовый кризисы поставили под угрозу проведение XXIII чемпионата Украины по хоккею с шайбой. ФХУ с трудом удалось собрать лишь 4 команды для организации скоротечного турнира, проведение которого позволяло национальной сборной принять участие в чемпионате мира 2014 года в своём дивизионе.
В сезоне 2015/2016 была предпринята ещё одна попытка создания профессиональной хоккейной лиги. На этот раз ФХУ делегировала права на проведение национального чемпионата только что созданной «Хоккейной Экстра Лиге», сумевшей организовать сразу 8 команд. Однако, данный проект также просуществовал недолго — всего один сезон.
С 2016 года организатор чемпионата Украины по хоккею — Украинская хоккейная лига.

### 2020-e
Начало нового десятилетия ознаменовалось сменой многолетнего чемпиона: новым чемпионом стал ХК «Кременчуг», сменивший в этой роли 7-кратного победителя первенства ХК «Донбасс». Впервые золотые медали уехали из столицы не в областной центр, а в провинцию: гегемонию донецкого и киевских клубов разбавила команда из Кременчуга, второго по величине города Полтавской области. Сезон 2020/2021 ознаменовался возвращением после 6-летнего отсутствия МХК «Сокол» (Киев), возрождённого на базе собственной школы. В первый же после возвращения сезон киевская команда пробилась в плей-офф турнира, где уступила принципиальному сопернику донецкому ХК «Донбасс», выиграв таким образом серебряные медали чемпионата.
Следующий, чемпионат сезона 2021/2022 сопровождался чередой скандалов, крупнейший из которых привёл к тому, что чемпионат покинула половина участников, организовавших собственный турнир. Проведение чемпионата было прервано из-за начавшегося полномасштабного вторжения российских войск на территорию Украины. По прошествии двух месяцев Совет Федерации хоккея Украины утвердил итоги XXX чемпионата Украины по хоккею с шайбой по состоянию на 24 февраля 2022 года.

## Участие в чемпионате
| 1 | Чемпион сезона    |
| 2 | Серебряный призёр |
| 3 | Бронзовый призёр  |

| 1  | Жирным текстом обозначен победитель регулярного чемпионата (указано место в общем зачете по итогам сезона) |
| 12 | Команда, стартовавшая в сезоне в первой лиге (указано место в общем зачете по итогам сезона)               |
| 3  | Команда, покинувшая турнир (указано место на момент прекращения выступления)                               |

## Призеры соревнований

### Количество медалей
| Достижения команд в чемпионатах Украины по хоккею с шайбой | Достижения команд в чемпионатах Украины по хоккею с шайбой | Достижения команд в чемпионатах Украины по хоккею с шайбой | Достижения команд в чемпионатах Украины по хоккею с шайбой | Достижения команд в чемпионатах Украины по хоккею с шайбой | Достижения команд в чемпионатах Украины по хоккею с шайбой | Достижения команд в чемпионатах Украины по хоккею с шайбой | Достижения команд в чемпионатах Украины по хоккею с шайбой | Достижения команд в чемпионатах Украины по хоккею с шайбой |
| №                                                          | Команда                                                    | Локация                                                    | Уч                                                         | 1                                                          | 2                                                          | 3                                                          | М                                                          | РЧ                                                         |
| ---------------------------------------------------------- | ---------------------------------------------------------- | ---------------------------------------------------------- | ---------------------------------------------------------- | ---------------------------------------------------------- | ---------------------------------------------------------- | ---------------------------------------------------------- | ---------------------------------------------------------- | ---------------------------------------------------------- |
|                                                            | ХК «Сокол»                                                 | Киев                                                       | 23                                                         | 14                                                         | 7                                                          | 2                                                          | 23                                                         | 8                                                          |
|                                                            | ХК «Донбасс»                                               | Донецк                                                     | 13                                                         | 8                                                          | 1                                                          | 1                                                          | 10                                                         | 5                                                          |
|                                                            | СК «Беркут−Киев»                                           | Киев                                                       | 5                                                          | 3                                                          | 2                                                          | 0                                                          | 5                                                          | 1                                                          |
|                                                            | ХК «АТЭК»                                                  | Киев                                                       | 15                                                         | 2                                                          | 1                                                          | 4                                                          | 7                                                          | 2                                                          |
|                                                            | ХК «Кременчуг»                                             | Кременчуг                                                  | 11                                                         | 2                                                          | 6                                                          | 3                                                          | 11                                                         | 4                                                          |
|                                                            | ХК «Компаньон»                                             | Киев                                                       | 8                                                          | 1                                                          | 1                                                          | 2                                                          | 4                                                          | 1                                                          |
|                                                            | ШВСМ «Сокол»                                               | Киев                                                       | 3                                                          | 1                                                          | 1                                                          | 1                                                          | 3                                                          | 1                                                          |
|                                                            | ХК «Беркут»                                                | Броварской район                                           | 4                                                          | 0                                                          | 3                                                          | 0                                                          | 3                                                          | 2                                                          |
|                                                            | ХК «Днепр»                                                 | Херсон                                                     | 14                                                         | 0                                                          | 1                                                          | 3                                                          | 4                                                          | 0                                                          |
|                                                            | ХК «Киев»                                                  | Киев                                                       | 5                                                          | 0                                                          | 1                                                          | 1                                                          | 2                                                          | 2                                                          |
|                                                            | ХК «Днепровские Волки»                                     | Днепропетровск                                             | 4                                                          | 0                                                          | 1                                                          | 1                                                          | 2                                                          | 1                                                          |
|                                                            | ХК «Дженералз»                                             | Киев                                                       | 4                                                          | 0                                                          | 1                                                          | 1                                                          | 2                                                          | 0                                                          |
|                                                            | ХК «Белый Барс»                                            | Белая Церковь                                              | 9                                                          | 0                                                          | 1                                                          | 1                                                          | 2                                                          | 0                                                          |
|                                                            | ХК «Льдинка»                                               | Киев                                                       | 5                                                          | 0                                                          | 1                                                          | 0                                                          | 1                                                          | 0                                                          |
|                                                            | ХК «Барвинок»                                              | Харьков                                                    | 4                                                          | 0                                                          | 1                                                          | 0                                                          | 1                                                          | 0                                                          |
|                                                            | ХК «Барс»                                                  | Броварской район                                           | 1                                                          | 0                                                          | 1                                                          | 0                                                          | 1                                                          | 0                                                          |
|                                                            | ХСК «Белый Барс»                                           | Броварской район                                           | 4                                                          | 0                                                          | 1                                                          | 0                                                          | 1                                                          | 0                                                          |
|                                                            | СК «Политехник»                                            | Киев                                                       | 12                                                         | 0                                                          | 0                                                          | 2                                                          | 2                                                          | 1                                                          |
|                                                            | ХК «Харьков»                                               | Харьков                                                    | 4                                                          | 0                                                          | 0                                                          | 2                                                          | 2                                                          | 0                                                          |
|                                                            | ХК «Юпитер»                                                | Харьков                                                    | 1                                                          | 0                                                          | 0                                                          | 1                                                          | 1                                                          | 0                                                          |
|                                                            | СДЮСШОР «Сокол»                                            | Киев                                                       | 10                                                         | 0                                                          | 0                                                          | 1                                                          | 1                                                          | 0                                                          |
|                                                            | ХК «Сокол−Киев»−2                                          | Киев                                                       | 4                                                          | 0                                                          | 0                                                          | 1                                                          | 1                                                          | 0                                                          |
|                                                            | СДЮСШОР г. Харьков                                         | Харьков                                                    | 6                                                          | 0                                                          | 0                                                          | 1                                                          | 1                                                          | 1                                                          |
|                                                            | ХК «Беркут»                                                | Киев                                                       | 2                                                          | 0                                                          | 0                                                          | 0                                                          | 1                                                          | 1                                                          |
|                                                            | ХК «Кривбасс»                                              | Кривой Рог                                                 | 1                                                          | 0                                                          | 0                                                          | 1                                                          | 1                                                          | 0                                                          |